# VinFast Theon
VinFast Theon là mẫu xe máy chạy bằng năng lượng điện thứ bảy của VinFast (một công ty con của Tập đoàn Vingroup) ra mắt ngày 17 tháng 1 năm 2021, mở bán ngày 21/1/2021.

## Tên gọi
VinFast viết tắt của cụm từ "Việt Nam – Phong cách – An toàn – Sáng tạo – Tiên phong." Theon là sức mạnh - tốc độ - tương lai và công nghệ, là Vua hoặc Hunter.

## Cấu hình
| Thông số                                       | Thông số                        |
| ---------------------------------------------- | ------------------------------- |
| Hạng mục                                       | Theon                           |
| Động cơ                                        |                                 |
| Công suất hữu ích lớn nhất                     | 7.100 (W)                       |
| Công suất danh định                            | 3.500 (W)                       |
| Loại động cơ                                   | Mô tơ điện đặt giữa             |
| Truyền động                                    | Dây xích                        |
| Tốc độ tối đa                                  | 90 km/h                         |
| Tiêu chuẩn chống nước                          | IP67                            |
| Pin                                            |                                 |
| Loại pin                                       | Li-ion                          |
| Dung lượng                                     | 49,6 Ah/2 pin                   |
| Trọng lượng trung bình                         | 19 kg/2 pin                     |
| Thời gian sạc đầy                              | 5,5-6 h                         |
| Tiêu chuẩn chống nước                          | IP67                            |
| Quãng đường đi được 1 lần sạc (tốc độ 30 km/h) | 101 km                          |
| Khung, giảm xóc, phanh                         |                                 |
| Giảm xóc trước                                 | Giảm chấn lò xo đầu             |
| Giảm xóc sau                                   | Giảm xóc đôi giảm chấn thủy lực |
| Phanh trước                                    | Phành đĩa ABS                   |
| Phanh sau                                      | Phành đĩa ABS                   |
| Kích thước                                     |                                 |
| Khoảng cách trục bánh trước - sau              | 1.360 mm                        |
| Dài x Rộng x Cao                               | 2.006 x 800 x 1.255 (mm)        |
| Koảng sáng gầm                                 | 160 (mm)                        |
| Chiều cao yên                                  | 780 (mm)                        |
| Thể tích cốp                                   | 17 (l)                          |
| Kích thước lốp trước                           | 100/80-16                       |
| Kích thước lốp sau                             | 120/80-16                       |
| Trọng lượng                                    |                                 |
| Xe và 2 pin                                    | 146 (kg)                        |
| Đèn                                            |                                 |
| Đèn pha trước                                  | LED projector                   |
| Đèn xi nhanh, đèn hậu                          | LED                             |

## Hình ảnh

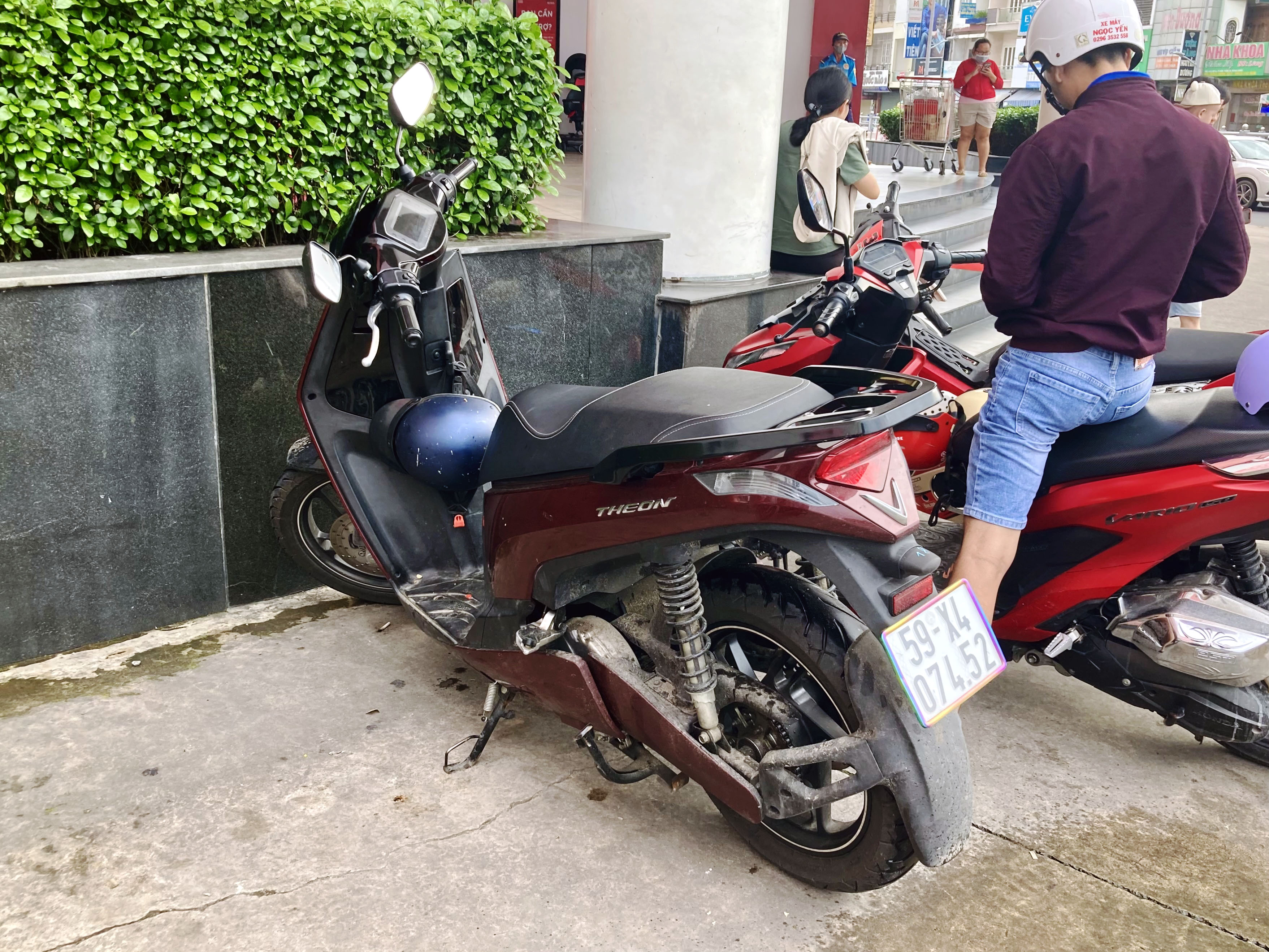
Vinfast Theon ở ngoài đường phố